# 大圣伯纳德山口
大圣伯纳德山口 是瑞士-意大利边界上一座跨越西阿尔卑斯山的山口，海拔2469米。那里目前仍然能够看到上溯至青铜时代的人类活动遗迹、罗马时代的羊肠小道和拿破仑军队1800年进入意大利时使用的道路。山口处一所始建于1049年的旅舍目前仍在接待游客，大圣伯纳德旅舍以马松的圣伯尔纳铎（Saint Bernard of Menthon）命名，包括两幢分别于1560年和1898年建造的房屋（如右图）。1923年，罗马教宗庇护十一世确认伯尔纳铎为“守护阿尔卑斯山的圣徒”（Patron Saint of the Alps）。

## 地理环境
大圣伯纳德山口海拔2,469米（8,101英尺），东北西南延伸并横跨阿尔卑斯山。山口以北是瑞士，向南分别经过德朗斯河河谷和广袤的Dranse d'Entremont。目前通过山口的主要途径是位于海拔1,915米（6,283英尺）一线的大聖伯納德隧道；从辛普朗隧道向东，部分山路已由铁路取代。另外一条蜿蜒于山体之上的小路是瑞士与意大利的边境线，仅在每年7月到9月间可以通行。在山口的南侧是圣伯纳德大山谷和最终注入奥斯塔河（Aosta）的阿坦阿瓦兹河（Artanavaz River）。
大圣伯纳德山口之下是一小湖，由几幢房屋组成的旅舍分布在山口南北两侧，原有的小路目前仍然保留；阿尔比斯山的第二高峰Mont Mort和Pic de Dorna居于山口之侧。由于海拔高度关系，在每年7月之前此处一直大雪封山，而建立旅舍的真正目的正是为了帮助人们克服翻越山口的困难。

## 圣伯纳犬
参见：圣伯纳犬
根据传说：当地的圣伯纳德犬最初从亚洲引进，早在罗马时代就作为看门狗为人们服务了。它们待人友好，几百年来挽救了数以百计试图徒步穿越山口的冒险者的生命。在修道士的精心喂养下，圣伯纳德犬拥有硕大的体形和灵敏的嗅觉，这能有助他们在深雪堆中穿行并且快速找到需要帮助的迷路者。圣伯纳德犬在执行营救任务时会携带装有白兰地酒的小木桶来帮助迷路者御寒。而事实上这仅仅是依靠心理作用“御寒”而并无真正的药理作用，因为当体温降低时饮酒反倒会加快身体热量的散失。

## 圣伯纳德修道院
参见:圣伯纳德修道院
著名的建造于11世纪的圣伯纳德修道院位于距离山口1英里远的地方。每年夏季会有众多游客乘车通过山口并且顺路拜访此处，而冬天除了一些滑雪爱好者以外访问者寥寥无几。